# Jerry Robinson
Jerry Robinson (Trenton, Nueva Jersey, 1 de enero de 1922 - Nueva York, 7 de diciembre de 2011) fue un dibujante e ilustrador de cómics estadounidense, conocido por su trabajo para DC Comics en la línea de cómics de Batman, durante la década de 1940. Fue el cocreador conceptual del personaje supervillano El Joker,  junto con Bob Kane y Bill Finger. cocreó a Robin, junto con Bob Kane y Bill Finger.

## Biografía y aportes a la leyenda de Batman
Jerry Robinson era estudiante de periodismo en la Universidad de Columbia en Manhattan, cuando comenzó a trabajar para Bob Kane en 1939. Kane, con el escritor Bill Finger,  habían creado hace poco el personaje de Batman para National Comics; la futura DC Comics.
Robinson había alquilado una habitación a una familia en Bronx, cerca del apartamento de la familia de Kane en Grand Concourse, donde Kane utilizaba su dormitorio como estudio de arte. Comenzó como escritor de figuras y entintador de fondos, poco antes de graduarse de secundaria. Luego de un año, se convirtió en el entintador principal de Batman, con George Roussos como entintador de fondos. Batman rápidamente se convirtió en un personaje exitoso y Kane alquiló un espacio para Robinson y Roussos en la Times Tower en Times Square.
Año y medio después de ser contratados por Kane, National Comics contrató a Robinson y a Finger; convirtiéndolos en personal de la empresa. Robinson recuerda que trabajaba en la oficina 480 de la compañía en Lexington Avenue, junto con Jerry Siegel y Joe Shuster; los creadores de Superman, además de Jack Kirby, Fred Ray, y Meskin Mort; "quien fuera uno de mis mejores amigos y quien me convirtió en editor de cómics".
A principios de 1940, Kane y Finger discutían la adición de un compañero para Batman. Robinson sugirió el nombre de Robin, recordando los libros de Robin Hood que había leído durante su infancia, diciendo en una entrevista en el 2005 que su imagen fue inspirada por un libro de ilustraciones de Newell Convers Wyeth. El nuevo personaje, un huérfano artista de circo llamado Dick Grayson, llega a la Mansión Wayne como pupilo de Batman en el Detective Comics # 38 en abril de 1940; y a partir del surgen personajes similares en toda la edad de oro de los cómics. El mismo año, Robinson creó el concepto del Joker como archivillano de Batman, inspirándose en el Comodín de la baraja de naipes inglesa, para luego completar la idea junto al escritor Bill Finger, quien llevó fotografías de Conrad Veidt en la adaptación filmica de "El hombre que ríe" (1928) para que el dibujante Bob Kane terminara de delinear el aspecto físico del personaje basándose en tales fotografías
Jerry Robinson falleció el 7 de diciembre de 2011 en la ciudad de Nueva York.